# Barnadesioideae
Barnadesioideae es una subfamilia de plantas con flores perteneciente a la familia Asteraceae. Tiene una única tribu Barnadesieae.
Usualmente arbóreas, notablemente pobres en compuestos flavonoides. Además las espinas o aguijones axilares son muy comunes. Las flores y las cipselas presentan largos pelos tricelulares. La corola es bilabiada (4+1), el polen no es espinoso y presenta depresiones entre los colpos, el estilo es glabro o con papilas, el estigma es lobado. La cipsela presenta espinas. 
Comprende 9 géneros y 94 especies que se distribuyen en Sudamérica, especialmente en los Andes. La edad del "stem" de este clado es entre 42 y 36 millones de años antes del presente(K. J. Kim et al. 2005).

## Géneros
- Arnaldoa Cabrera
- Barnadesia Mutis ex L. f.
- Chamissomneia Kuntze = Schlechtendalia Less.
- Chuquiraga Juss.
- Dasyphyllum Kunth
- Doniophyton Wedd.
- Duseniella K. Schum.
- Flotovia Spreng. = Dasyphyllum Kunth
- Fulcaldea Poir.
- Huarpea Cabrera
- Johannia Willd. = Chuquiraga Juss.
- Schlechtendalia Less.